# Guerrero Ninja
Sasuke (サスケ Guerrero Ninja?), en inglés Ninja Warrior, es un programa japonés de televisión deportivo especial de entrenamiento en el que 100 competidores intentan completar recorridos de obstáculos. 
La versión editada que está bajo el título de Guerrero Ninja, se proyecta en al menos otros 18 países. Hasta la fecha, Sasuke se ha emitido en 157 países, y ha tenido varias versiones (como Guerrero Ninja Americano).

## Formato
En este programa, cien concursantes aceptan el reto de llegar a ser un guerrero ninja, pero para conseguirlo, deberán pasar pruebas de agilidad, destreza, fuerza, coordinación y velocidad dentro del límite de tiempo (con la excepción de la tercera fase, que no dispone de límite de tiempo al ser la propia resistencia física la que marca el límite) y sin caer ni tocar el agua, que están divididas en cuatro fases.
Guerrero Ninja está dividido en dos concursos, el general y el exclusivo para mujeres. Las pruebas y el límite de tiempo son diferentes en cada concurso. En el general, las pruebas son de fuerza y velocidad, con algunas excepciones, como las morcillas pendulantes, y, en el femenino son de coordinación, destreza y agilidad.

## Producción
Filmada en locaciones en Midoriyama Studios en Yokohama, el programa se emite en la Tokyo Broadcasting System (TBS) entre temporadas de series de televisión japonesas. El nombre del programa, Sasuke, se debe a Sarutobi Sasuke, un personaje ninja ficticio de la narrativa tradicional japonesa.
Cada especial de tres horas (con las excepciones de Sasuke 24 y 36, que duraron 5 1⁄2 horas y 6 horas respectivamente) cubre una competición completa; normalmente hay 100 participantes. Se han producido 40 especiales, aproximadamente un nuevo especial al año (dos veces al año antes de la quiebra de Monster9, ahora reducido a una vez al año desde 2012, dos veces de nuevo en 2017 y 2018, y luego una vez al año desde entonces). 
El show es producido por Tokyo Broadcasting, y es una de las spin-offs de Clasificación muscular (筋肉番付Kinniku Banzuke?), otra competición de entretenimiento deportivo, que se emitió en G4 en Estados Unidos con el nombre de Unbeatable Banzuke. Hasta la décima competición, Sasuke se emitía como parte de un especial de Clasificación muscular, pero se convirtió en un programa independiente cuando este último fue interrumpido. 
La primera competición se celebró en interiores, siendo la única vez que Sasuke no tuvo lugar al aire libre. Por lo general, las competiciones comienzan durante el día y continúan hasta su finalización independientemente del tiempo o la oscuridad.
Tras la quiebra de Monster9 en noviembre de 2011, todos los derechos del programa cayeron completamente en manos de su emisora, Tokyo Broadcasting System Television. Tras la adquisición de todos los derechos de Sasuke, TBS rebautizó el programa como Sasuke Rising para las ediciones 28, 29 y 30, pero desde entonces ha vuelto al nombre original. Desde la 35ª edición, TBS ha vuelto a rebautizar el programa con el nombre de Sasuke Ninja Warrior, cambiando el logotipo del programa para la 36.ª edición. 

## Pruebas del concurso general
Aquí las pruebas están divididas en cuatro fases, con límite de tiempos en todas menos la tercera, donde tendrás que hacer un esfuerzo físico terrible. Los nombres son los creados para primera versión española del programa, consistente en reeditar los originales y añadirles contenido de estilo humorístico. 

### Primera fase
En esta fase, los cien concursantes se ven reducidos a una cantidad muy inferior y pocos pasan las pruebas. La vez que más concursantes pasaron a la segunda fase, 37 pasaron de fase.
En la primera fase, el tiempo cambia dependiendo de que pruebas se encuentran en el recorrido, generalmente dan unos 90 segundos. Hay participantes como Makoto Nagano, Katsumi Yamada o Shingo Yamamoto que han pulverizado más de una vez el tiempo terminando la primera fase, con incluso más de 30 segundos.

#### El Salta Charcos
El Salta Charcos ha aparecido unas dos veces en Ninja Warrior. Para pasar esta prueba debes tomar impulso y saltar sobre los huecos y no tocar el agua. El bombero Toshihiro Takeda pasó este obstáculo con una velocidad increíble y dando unos saltos íncreíbles.

#### Los Conos Giratorios
En esta prueba hay dos conos en el agua, el primero más pequeño que el segundo y, como el nombre dice, giran. Los concursantes deben saltar de un cono a otro sin caer al agua y luego, a la colchoneta para finalizar la prueba.

#### La Pirámide de Keops
La Pirámide de Keops es una prueba de agilidad y velocidad. Los concursantes deben saltar a la pirámide equilibrando el peso, para que esta no se incline y les lleve directo al charco.

#### Los Quesitos Grises
Esta prueba se compone de unos "quesos", generalmente cinco, puestos a los lados, que uno debe utilizar para atravesar el charco.

#### El Tanque de Equilibrio
Los concursantes tienen que subir por un tronco que se mueve lado a lado.

#### El rulo Garrulo
Consiste en un enorme rodillo colocado sobre dos rieles con pendiente al que los participantes deben encaramarse para cruzar el charco rodando. Es una de las pruebas que más "ninjas" elimina dentro de la primera fase, con permiso del salto del ángel y de la rampa infernal.

##### Otras pruebas de la primera fase
- 3.º El puente lanzaninjas
- 4.º La gran albóndiga
- 5.º Las anillas de Rajoy
- 6.º El salto del Ángel
- 7.º El salto c1.º El saltacharcos
- 1.º Los conos giratorias
- 1.º El monte triangular
- 1.º Los quesitos grises
- 2.º El tubo giratorio
- 4.º El puente lanzaninjas
- 4.º El albondigón
- 5.º Las anillas de Rajoy
- 6.º El salto del Ángel
- 7.º El salto colgante
- 8.º El colinón
- 8.º La rampa infernal
- 8.º El salto colgante
- 8.º El salto de Chita
- 9.º El escargot rodante
- 9.º El acantilado

### Segunda fase
- 1.º Reacción en cadena
- 2.º El murete
- 3.º Reacción en Cadena 2
- 4.º El paseo del hombre araña
- 5.º El Hermano Mayor del Rulo Garrulo
- 6.º El carrusel de metal
- 7.º El cornisón
- 8.º Los muros de 30 kg, 40 kg, y 50 kg
- 9.º El Salto Deslizante
- 10.º La Escalera de Salmón (doble escalera)
- 11.º El Puente Inestable
- 12.º El Tubo Rodante

### Tercera fase
- 1.º La Pesadilla del fontanero
- 1.º Las barras de hélice
- 2.º Las terribles barras giratorias
- 3.º Las anillas infernales
- 4.º Los martillos colgantes
- 5.º Cámbiame esa bombilla
- 6.º La cortina tapacharcos
- 7.º La cornisa indiscreta
- 8.º el saltimpanki
- 9.º La escalera del bombero
- 10.º Pinito del Oro
- 11.º El precipicio
- 12.º El Monociclo
- 13.º La Pared Flotante
- 14.º El Salto de Precipicio
- 15.º El Muro de Agarre
- 16.º las Barras Flotantes
- 17.º El Salto de Trapecio

### Fase final
1.º Subida por el monte Midoriyama
Trepa de muros y subida de cuerdas en treinta segundos.

## Pruebas del concurso femenino

### Primera fase
- 1.º Los Pedruscos Etruscos
- 2.º El molino de Don Quijote
- 3.º El puente de quetelatrabas
- 4.º El barril de crudo bren
- 5.º El salto cohete
- 6.º El tornado
- 7.º La mini-rampa infernal
- 8.º Triple salto
- 9.º La tirolina
- 10.º Gandhi Sánchez

### Segunda fase
- 1.º El super salto
- 2.º El colinón
- 2.º El muro
- 3.º El rulo deslizante
- 4.º Las morcillas flotantes

### Tercera fase
- 1.º La super pértiga
- 2.º El efecto dominó
- 3.º El puente pendulante

### Cuarta fase
Subida por el monte Midoriyama:
1.º La escalera
2.º La barra de acero en 35 segundos

## Concursantes

### Sasuke All-Stars
El Sasuke All-Stars son un grupo de seis competidores favorecidos, establecida por la red TBS, pensado originalmente para ser el más probable para despejar las cuatro etapas. Incluye dos de los hombres para completar el curso Sasuke, Kazuhiko Akiyama (1999, 4.ª torneo) y Makoto Nagano (2006, 17 de torneo). El número de miembros de la All-Stars se ha mantenido sin cambios a pesar de otros competidores de éxito en torneos posteriores, en particular, Yuuji Urushihara que completó el curso de los Ninja Warriors 24 y 27 de estos torneos. El All-Stars fueron oficialmente 'retiradó' en el torneo de 28, aunque varios de ellos siguen para competir, ahora conocido como 'ex All-Stars'.

### Atletas Famosos
- Paul Hamm
- Morgan Hamm
- Jordan Jovtchev

### Ganadores Sasuke (Ninja Warrior)
| Año  | Nombre           | Versión         | Fecha                   | Tiempo        |
| ---- | ---------------- | --------------- | ----------------------- | ------------- |
| 1999 | Kazuhiko Akiyama | 4. Competencia  | 16 de octubre de 1999   | 6.0 segundos  |
| 2006 | Makoto Nagano    | 17. Competencia | 11 de octubre de 2006   | 2.56 segundos |
| 2010 | Yuuji Urushihara | 24. Competencia | 1 de enero de 2010      | 3.5 segundos  |
| 2012 | Yuuji Urushihara | 27. Competencia | 10 de junio de 2012     | 6.7 segundos  |
| 2015 | Yūsuke Morimoto  | 31. Competencia | 1 de julio de 2015      | 2.59 segundos |
| 2020 | Yūsuke Morimoto  | 38. Competencia | 29 de diciembre de 2020 | 2.52 segundos |

### Ganadores American Ninja Warrior
| Año  | Nombre          | Temporada | Fecha                    | Tiempo         |
| ---- | --------------- | --------- | ------------------------ | -------------- |
| 2015 | Isaac Caldiero* | 7         | 13 de septiembre de 2015 | 3.86 segundos. |
| 2015 | Geoff Britten*  | 7         | 13 de septiembre de 2015 | 0.34 segundos. |

- Isaac Caldiero al ser el más rápido en subir en la 4.ª fase (monte midoriyama) ganó el premio del millón de dólares, pero no completó todos los obstáculos, en fase clasificatoria regional de Kansas City, falló en el Body Prop.
- Geoff Britten es el primer Norteamericano en completar todo el circuito de American Ninja Warrior desde las clasificatorias, hasta las finales, no venció por tiempo.

### Ganadores del Women Sasuke (Women of Ninja Warrior)
- Ayako Miyake 4.ª Competencia
- Ayako Miyake 5.ª Competencia
- Ayako Miyake 6.ª Competencia
- Rie Komiya 8.ª Competencia
- Satomi Kadoi 8.ª Competencia
- Camila Ballestero 9.

### Otros Participantes
Sasuke (Guerrero Ninja):
- Levi Meeuwenberg
- Brian Orosco
- Shingo Yamamoto: ("El Padrino"): Única persona que ha estado en todos los Ninja Warriors,y la única persona que ha intentado la primera y segunda versión de la Etapa Final, su retiro fue en Sasuke 28, pero regresó en la versión 29 motivado por la gran afición que él tiene, y además el público lo quiere.
- Lee Yen Chi
- Toshihiro Takeda
- Yūsuke Morimoto ("El Niño Ninja Warrior"): Es la persona más joven en ganar Sasuke, a los 23 años llegó a gritar Kanzenseiha en la Versión 31° del Ninja Warrior.
- Satomi Kadoi: Única mujer que ha avanzado en la primera fase, llegando hasta el Half Pipe Attack, en Sasuke 27.
- kenji Takahashi: ("kongu")
- Katsumi Yamada: ("Mr. Ninja Warrior")
- Minoru Kuramochi: ("El Hombre Pulpo"): Considerado como el de más edad en competir en Sasuke.
- Kota Honma: (considerado como el más joven participante del Sasuke, con 16 años de edad compitió y completó la primera fase en la Versión 17° del Ninja Warrior)
- kasuma Asa: ("El Demonio")
- Hibari Igano: ("La transexual más fuerte del mundo"): Un transexual que es un exbailarín estrella convertida en la acción, por lo general se refiere simplemente como Hibari y conocido como "La transexual más fuerte del mundo" el, también compitió en varios torneos antes. Ella nunca llegó más allá de la primera etapa. Ella es la número 2 en la encuesta de Fállo del vestuario de G4 por su aparición en la 7.ª competición del Sasuke.
- Richard king ("Rick")
- Luci Romberg
- Bunpei Shiratori
- Masami Harashima
- Kane Kosugi
- Shane Kosugi
- Shunsuke Nagasaki
- "El escultor asustado"
- "Superman"
- "Superfamoso"
- Yasushi Yamada: ("Koji")
- Daisuke Nakata
- Naoki Iketani
- Akira Omori: ("El Mono")
- Hiroaki Yoshizaki
- Yukio Iketani
- ken Hasegawa

Guerrero Ninja Americano:
- Levi Meeuwenberg: (Participó en las versión Sasuke y American Ninja Warrior).
- Brian Orosco: (Participó en las versión Sasuke y American Ninja Warrior).
- David Campbell: ("El Padrino" al igual que Shingo Yamamoto, tiene el mismo sobrenombre, pero es "el padrino americano" de american ninja warrior, es uno de los americanos más populares y veteranos del programa, al ser pionero en la construcción de pistas similares a las de Sasuke, y es el referente de los nuevos guerreros).
- Paul Darnell: (Participó en las versión Sasuke y American Ninja Warrior).
- Geoff Britten: ("Popeye" este lo terminó, pero Isaac Caldiero lo venció por 4 seg).
- Brent Steffensen: (Participó en las versión Sasuke y American Ninja Warrior).
- David ("Flip") Rodríguez: (Participó en las versión Sasuke y American Ninja Warrior).
- Evan Dollard: ("El Cohete" Participó en las versión Sasuke y American Ninja Warrior).
- Paul Kasemir: (conocido como: "Señor Consistencia" Participó en las versión Sasuke y American Ninja Warrior)
- Jessie Graff: (Primera Mujer que ha clasificado de la fase eliminatoria a la fase final regional, llegando hasta el Wrapped Wall, además es una de las mujeres que ha llegado más lejos en la final nacional de American Ninja Warrior 8, logrando completar la primera fase).
- Joyce Shaboits: (Primera Mujer que ha clasificado de la fase eliminatoria aunque no clasificó a la fase final regional, el haber llegado más lejos le valió para llegar como agregada en American Ninja Warrior 5, logrando junto con Jessie Graff, ser quien más ha llegado lejos en la final nacional, hasta el salto de araña).
- Selena Laniel: (Primera Mujer que ha avanzado en la primera fase, llegando al salto de araña, entró como el comodín en la final nacional de American Ninja Warrior 4).
- Meagan Martin: (Primera Mujer que completa la Pista de American Ninja Warrior, siendo novata en la fase regional de ANW 6, en su debut).
- Kacy Catanzaro: (Primera Mujer que ha completado los obstáculos y avanzado en la fase regional de American Ninja Warrior 6).
- Luci Romberg: (Primera Mujer Americana en participar en Sasuke y en American Ninja Warrior).
- Richard king: ("Rick" Participó en las versión Sasuke y American Ninja Warrior).
- jon stewart : (Es la persona de mayor edad (52 años) que ha completado los obstáculos y avanzado en la fase regional en ANW 6).
- Kelvin Antoine: ("El Abuelo Ninja" considerado como el de más edad en competir en American Ninja Warrior).
- Drew Drechsel: (Participó en las versión Sasuke y American Ninja Warrior).
- James McGrath: ("La Bestia")
- Tim Shieff: ("Livewire")
- Brandon Douglas
- Brian Arnold
- Travis Rosen
- Ryan Stratis
- Jake Smith
- Derek Nakamoto
- Jesse La Flair
- José Ángel Rodríguez

## Emisiones
La franquicia se emitió gracias a la versiones realizadas en Estados Unidos a través de Disney Channel, TruTV, Space y Discovery Channel para Latinoamérica. En 2013 llega a Ecuador por la señal de Teleamazonas; en México a través de Azteca 7 y en el canal 52MX de MVS Televisión; y en 2014 llega a Colombia por la televisión pública Canal Uno, y en 2016 la versión "American Ninja Warrior" llega por la señal de televisión privada Canal RCN; y a Perú por el canal Panamericana Televisión. 
En España se transmite en IB3, Televisión de Galicia, 7 Región de Murcia, Canal Extremadura, Televisión Canaria, Castilla-La Mancha Televisión y Canal Sur 2. En España, la dirección y el guion corre a cargo de Amalio Rodríguez. En 2017 Antena 3 producirá la versión española bajo el nombre Ninja Warrior. 

## Adaptaciones

### Guerrero Ninja Americano (ANW)
La popularidad del Desafío Ninja Americano ha llevado G4 para producir una versión de la serie protagonizada por los concursantes americanos llamados Guerrero Ninja Americano, que es producida por Pilgrim Films and Television, Inc. y actualmente está alojada por Akbar Gbaja-Biamila y Matt Iseman. Audiciones en el sitio web del G4 terminó el 18 de agosto de 2009. Las pruebas iniciales se realizaron en Los Ángeles el 29 de agosto y el 30 de 2009, y fueron grabadas para el espectáculo, con diez finalistas que compiten en el torneo 23 del concurso original del guerrero de Ninja en Japón en septiembre de 2009. La serie de ocho episodios comenzó a transmitirse el 12 de diciembre de 2009. 
La fase de clasificación se compone de más de 300 competidores, correr una carrera de obstáculos fuertemente influenciada por la primera etapa de Sasuke. El curso consiste en el Paso Quíntuple, una oscilación de la cuerda, el salto de la araña, una versión modificada de la corredera tubería, y una pared deformada mucho más pequeño. Los preliminares utilizaron una tabla de líderes, y los 30 mejores tiempos pasaron a las semifinales, que incluían el curso preliminar más tres obstáculos, el salto de Tarzán, las barras de salto, y una red para trepar. 
El guerrero americano Guerrero salió al aire solo los finalistas estadounidenses durante la carrera de obstáculos Sasuke. Los competidores japoneses fueron posteriormente transmitidos el 10 de abril de 2010. 
Una segunda temporada fue echado en el sitio web de AS G4 de 10 de abril de 2010 y se emitió en largos especiales de una hora a partir 8 de diciembre de 2010. Las 10 mejores concursantes participaría en Sasuke 26. Tres episodios se llevaron a cabo durante las dos primeras semanas. Los tres primeros episodios cubren la primera ronda de la competición, el cuarto cubierto las semifinales. Esto fue seguido por cuatro días de un "campo de entrenamiento", donde los quince ganadores de las semifinales se dividieron en tres equipos de cinco hombres y sometidos a varios desafíos diferentes de presión, con el equipo perdedor tener que completar un castigo, mientras que los otros dos equipos consiguieron tiempo de entrenamiento extra en los modelos de algunos de los obstáculos Sasuke (la pared combada, doble escalera de color salmón, tanque de balance, y el Círculo control deslizante). Los equipos pasarían a través de una agrupación de los obstáculos con algún tipo de obstáculo (Por lo general, llevando algo pesado entre los obstáculos). Los equipos con el peor momento estarían obligados a enviar a dos miembros de un desafío de eliminación, con la persona perder obligado a abandonar. 
Después de campo de entrenamiento, los diez últimos ganadores viajaron a lo largo Sasuke para competir. Una vez más, solo los competidores americanos fueron ventilados durante la especial, con el resto de la competición al aire Sasuke más tarde. El más exitoso de los competidores americanos en el pasado, Levi Meeuwenberg, se retiró de la competición debido a una fractura en la muñeca, dando su lugar a Adán LaPlante. Cinco miembros fallaron en la primera etapa: Patrick Cusic y el ex campeón American Gladiators y gladiator Evan "Rocket" Dollard tanto cayó del nuevo obstáculo balanceo Escargot, LaPlante cayó en el Halfpipe Ataque y Adam Truesdell cayeron del oscilación gigante, una nueva variación del Salto Hang, el único de los 100 competidores que lo hacen en todo el torneo. Además, el veterano Shane Daniels, una vez más tiempo de espera en la red de carga. En la segunda etapa, cuatro de los cinco restantes aclarado, mientras que Travis Furlanic cayó en el tanque de balance, un obstáculo que luchó durante Boot Camp. En la tercera etapa, Paul Kasemir falló el picaporte Grasper. Brent Steffensen hizo con el Último Máximo riesgo antes de caer en el agua. David Campbell, a pesar de tener los tiempos más rápidos de todos los competidores para completar (de terminar la segunda etapa con más de 24 segundos en el reloj) falló en el último Máximo riesgo así. Brian Orosco cayó en el primer obstáculo, la ruleta del cilindro, que había pasado con facilidad en el concurso anterior. Mientras que el premio $ 250.000 no fueron reclamados, Sasuke 26 fue el inicio de una visita exitosa por una colección de competidores americanos. 
La tercera temporada de Guerrero Ninja estadounidense debutó el 31 de julio de G4, de nuevo con 300 competidores en las pruebas de aptitud en la playas de Venice Beach CA,(EE-UU). Mientras que muchos competidores superiores estaban ausentes incluyendo Levi Meeuwenberg, Rich King y Luci Romberg, un cultivo talento de nuevos competidores tomó su lugar como los Denver Broncos receptor abierto Matt Willis, quien terminó el curso, pero no se clasificó para el campo de entrenamiento. Otros competidores notables que no lograron avanzar al campo de entrenamiento incluyen el dos veces Sasuke veterano Shane Daniels, estación dos veteranos Evan "Rocket" Dollard, Adam Truesdell, Adam LaPlante y Patrick Cusic, los mejores primeros clasificados y vuelta desde la temporada anterior Trevor Vaughn y David Dinero, y el ex campeón mundial Tim freerunning Shieff. Además, freerunner profesional y de sobrevivientes: China, Michael competidor "Frosti" Zernow clasifican entre los quince y fue invitado al campo de entrenamiento, pero se lesionó y fue sustituido por su compañero Jump City: Seattle competidor Jake Smith. Otros competidores de Jump City que avanzaron al campo de entrenamiento también incluyen Brian Orasco, Drew Dreschel y David "Flip joven" Rodríguez. El nivel de competencia en el campo de entrenamiento fue notablemente mayor en la tercera temporada, ya que los competidores se les dio solo un intento de cada obstáculo en retos, dando lugar a gran aumento en penalizaciones de tiempo. prometedores competidores Dustin Rocho, Brandon Douglass, Alan Connealy, calificador segunda cabeza de serie, Chris Wilczewski y cinco veces Sasuke veterano Brian Orosco todos vieron sus sueños Sasuke llegan a su fin en el campo de entrenamiento. 
De los diez que avanzó a Sasuke, nueve encontró para despejar la primera etapa. La única excepción fue Dreschel, quien se lesionó el aterrizaje de rodilla en el ataque Halfpipe, ya pesar de un valiente intento en el Muro de combado, fue incapaz de poner peso sobre su pierna y declaró en su Facebook que no estará disponible para Sasuke 28. las grandes esperanzas de que los nueve restantes tuvieron un gran éxito en la segunda etapa, ya que cinco más fueron eliminados incluyendo Rodríguez en el control deslizante de la gota, Smith en la Escalera doble de salmón, y el recién llegado Travis Rosen y veteranos Travis Furlanic y Brent Steffensen en la vuelta del metal. Los cuatro restantes competidores llegaron a la tercera etapa solo para ser superado por el Último Máximo riesgo. Ryan Stratis no pudo hacer el cuarto cornisa mientras que James McGrath y favorito de los fanes de Paul Kasemir fallaron la transición a la quinta cornisa. El último competidor, David Campbell casi lo consigue a través de todo el obstáculo, pero en la cornisa final de su agarre dejó de funcionar. A pesar de que nadie se obtuvo un acuerdo de respaldo K-Swiss $ 500.000, los competidores en Sasuke 27 eran, con mucho, el grupo más fuerte de los estadounidenses hasta la fecha. El último episodio de la tercera temporada se emitió en la NBC el 29 de agosto de 2011 como un especial de dos horas en horario de máxima audiencia. 
Una cuarta temporada del programa comenzó a transmitirse el 20 de mayo de 2012 y el programa se emitió en tanto G4 y NBC para las Regionales y el Campeonato con el gran premio de $ 500.000 y el título codiciado American Ninja Warrior. El formato de la totalidad fue cambiado también - eliminatorias regionales en diferentes partes del país fueron transmitidos y el monte Por supuesto Midoriyama se recreó junto a Las Vegas para la final nacional. La fase de clasificación regionales reducir sus selecciones hasta 30 concursantes que han terminado su curso de clasificación en el tiempo más rápido, así como los concursantes que terminó más lejos el más rápido. obstáculos que califican incluirían Etapa 1 común obstáculos tales como los pasos Quíntuple y la pared combada, pero su contenido iba a cambiar de ciudad en ciudad. Los 30 concursantes fueron cortadas por la mitad en las finales regionales en el curso ampliaría para incluir Etapa común 2 y Etapa 3 obstáculos tales como la Escalera de color salmón, Máximo riesgo y Cuerpo Prop. Los 90 concursantes que calificaron (incluidos los comodines) ganó entradas para Las Vegas para desafiar Mt. Midoriyama. 
El espectáculo devuelto para su quinta temporada el 1 de julio de 2013 en el mismo formato. Esta temporada, si un concursante fuera para terminar el curso, el jugador estaría garantizado el pase a la siguiente ronda. El espectáculo volvió una vez más por su sexta temporada el 25 de mayo de 2014 en el NBC y Esquire red con las mismas reglas que en temporadas anteriores. NBC ha renovado el espectáculo para su séptima temporada en 2015 con el premio mayor ahora duplicado a $ 1.000.000. Hasta el momento, se ha producido, entre otras cosas, el respaldo de Makoto Nagano, el primer estadounidense en completar el Último Máximo riesgo (Brent Steffensen en 2013), la primera mujer en completar la Escalera de color salmón (Kacy Catanzaro en 2014), la primera mujer para completar el salto de la araña (Meagan Martin, también en 2014) y los dos primeros americanos para lograr la victoria total (Isaac Caldiero y Geoff Britten en la misma noche en 2015).

### American Ninja Challenge (El Guerrero Ninja Americano Challenge)
Este fue el evento que antecedió a American Ninja Warror. En el otoño de 2007, la red G4 llevó a cabo un concurso llamado American Ninja Challenge, cuyo gran premio era un viaje a Japón para competir en la competencia 19 de Sasuke. Diez vídeos semifinalistas fueron seleccionados el 3 de agosto a través de Internet sondeo para determinar tres finalistas que aparecerían en ataque de G4 del Show! 28-30 de agosto de demostrar sus habilidades Ninja Warrior. El 31 de agosto, estudiante de la Universidad Estatal de Míchigan Economía Colin Bell y el subcampeón, Greenville, Carolina del Sur nativa Brett Sims, ambos fueron seleccionados, y se convirtieron en los temas de un G4 especial de una hora el 14 de noviembre durante Ninjafest de G4. En última instancia, tanto Colin y Brett se clasificaron para los cursos gracias a sus capacidades físicas impresionantes, pero ambos fallaron el salto de la araña.
El segundo concurso por G4 envuelto en marzo de 2008 y se emitió como parte de la G4 Ninjafest 2 el 18 de mayo de 2008. Levi Meeuwenberg de Ann Arbor, Míchigan y Brian Orosco de San Francisco, California fueron ambos elegidos para competir en 20 torneos de Sasuke; ambos son corredores libres. Ellos compitieron junto invitado sorpresa Brett Sims, que se le dio la oportunidad de volver por el G4. Sims no deformado la pared de la primera etapa, mientras que no pasó la Orosco Flying Chute. Meeuwenberg, sin embargo, llegó a la tercera fase antes de que finalmente fracasó el Shin-Cliff Hanger.
El tercer concurso por G4 envuelto en agosto de 2008 y se emitió como parte de la G4 Ninjafest 3 el 12 de noviembre de 2008. Los televidentes votaron por sus competidores favoritos, los tres primeros de los cuales sería traídas a Japón para competir en el torneo 21 de Sasuke. Los ganadores fueron Brian Orosco (que se clasificó con un video diferente), gimnasta Marcos Witmer de Minneapolis, Minnesota, y libre de piquera / stuntwoman Luci Romberg - la primera mujer para calificar - de Valley Village, California. Se unieron guerrero americano 2 Challenge ganador Levi Meeuwenberg y los dos anfitriones de Attack of the Show !, Olivia Munn y Kevin Pereira, para competir en Sasuke 21. En ese torneo, Munn no pasó la Etapa Séxtupla, mientras que la carrera de Pereira terminó después de que sus pies tocaron el agua en el apretón de registro; en la emisión de TBS, la carrera de Munn se muestra solo en parte, mientras que la carrera de Pereira fue cortado por completo. Romberg falló el ataque Halfpipe, mientras que no pasó la Witmer Grip Entrar debido a una lesión del nervio cubital severa que sufrió durante el calentamiento. Orosco completó la primera etapa con en solo 0.6 segundos en el reloj, pero no Salmón La escalera de la segunda etapa. Meeuwenberg aclaró la Etapa 1 con el mejor tiempo, con 21,5 segundos en el reloj, pero no de manera similar la Escalera de color salmón.
El cuarto concurso por G4 envuelto en marzo de 2009 y se emitió el 21 de junio de 2009 en G4 como parte de Ninjafest 4. Los vídeos de los competidores fueron juzgados por ataque de la Exposición de Olivia Munn. El ganador, David Campbell, fue acompañado por Munn y los competidores anteriores Levi Meeuwenberg y Luci Romberg. Munn falló el nuevo círculo de martillo en la primera etapa; Romberg no de la primera etapa de salto de la araña; Campbell Tiempo de espera agotado en la primera etapa de obstáculo final, la escalera de cuerda, y más tarde le dijo al periodista desde el terreno que "subestimó la cardio" que participan en el curso. Meeuwenberg dio positivo en un nuevo obstáculo primera etapa, el control deslizante de Salto.

### EE. UU. vs Japón
Todos los detalles en el artículo de Guerrero Ninja Americano
En 2014, se inició la primera competición por equipos basados en Sasuke, enfrentando a cinco Sasuke All-Stars y nuevas estrellas que representan Japón contra cinco estrellas American Ninja Warrior que representan a los Estados Unidos en lo que fue denominado por algunos como el campeonato del mundo Sasuke / Ninja Guerrero inaugural. El primer encuentro tuvo lugar en el monte reconstrucción Midoriyama en Las Vegas y fue transmitido por primera vez en América el 13 de enero de 2014 en el NBC, con una segunda reunión ya programada para el Mt. originales Midoriyama en Aoba-ku en 2015. 
En el primer partido en Las Vegas, el equipo japonés se compone de Shingo Yamamoto, Yuuji Urushihara, Ryo Matachi, Hitoshi Kanno y Kazuma Asa de Sasuke, mientras que el equipo de EE. UU. se compone de Brent Steffensen, Paul Kasemir, James McGrath, Travis Rosen y Brian Arnold Guerrero de Ninja americano. El partido se compone de cuatro rondas - uno en cada etapa, siendo cada uno alrededor de un mejor de cinco juegos de carreras de uno-a-uno y cada competidor se ejecuta una vez por cada etapa hasta que se decidió el resultado escenario. Etapa 1 fue vale un punto, etapa 2 por valor de dos puntos y la etapa 3 por valor de tres, con el desempate siendo la torre de la etapa final. A pesar de los japoneses que cuenta con la experiencia y los pedigríes superiores (ningún miembro del equipo EE. UU. había completado la etapa 3, ya sea en Yokohama o Las Vegas), los estadounidenses lograron una impresionante victoria por 6-0 que incluyó solo un triunfo de la raza japonesa de uno-a-uno (Matachi contra Arnold en la Etapa 3.)

### EE. UU. vs The World  (Las Vegas, septiembre de 2014)
Durante el final de la temporada 6, NBC anunció que otro titulado EE. UU. contra el mundo, duelo especial se llevaría a cabo en Las Vegas bajo un nuevo formato. El 15 de septiembre, el equipo de EE. UU. compitió contra un equipo tradicional de Japón, y un nuevo equipo de Europa. Este fue el "Segundo Concurso Anual Internacional" que enfrentó a los mejores competidores del guerrero Ninja Americano de los Estados Unidos, Japón Ninja Warrior (Sasuke), y también las estrellas de Europa. El especial de tres horas se emitió el 15 de septiembre de 2014 en NBC con una repetición al aire el 16 de septiembre de 2014 en Esquire. El especial una vez más fue presentado por los anfitriones Matt Iseman y Akbar Gbaja-Biamila, así como periodista desde el terreno Jenn Brown quien presentó por última vez esta serie de programas.
Los ganadores del especial fueron los europeos con 10 puntos, ganando más que los Estados Unidos con 9 puntos y Japón con 0 puntos.

### Team Ninja Warrior
Todos los detalles en el artículo de American Ninja Warrior 
Con el éxito de Guerrero Ninja Americano, Esquire Red anunció un spin-off de la serie llamada Team Ninja Guerrero el 9 de octubre de 2015. La decisión consiste en 24 equipos de tres miembros que ofrecen pasadas y actuales concursantes ANW desde las primeras siete temporadas. La serie comenzó a transmitirse el 19 de enero de 2016 y es recibido por Akbar Gbaja-Biamila y Matt Iseman con el reportero de banda Alex Curry.

### Women Sasuke (Women of Ninja Warrior)
La única mujer que ha completado la primera etapa es el ex doble de acción de Super Sentai Chie Nishimura, que lo hicieron en el segundo torneo.  Ella trató de la segunda caminata etapa de araña de una manera no óptima, porque sus piernas eran demasiado corto para llegar al otro lado del obstáculo de la manera adecuada, y fracasó. Ella también compitió en Sasuke 3, pero falló el balanceo de registro. Ella no ha competido en Sasuke desde entonces.
Masami Yusa (G4 mislists su primer nombre como "Miyabi" en algunos torneos), un campeón banderas de playa, ha competido 8 veces. Debutó en Sasuke 6, pero no la subida del barril. En los 13 ensayos Sasuke, se convirtió en la primera mujer en superar la caída de salto, a pesar de que hay tiempo de espera. Durante la competencia real, que fue capaz de agarrarse a la rediseñada Salto Hang, pero calculó mal su salto, chocó de bruces sobre la plataforma, y cayó en el agua; este fracaso le ganó un "Guerrero Wipeout" durante la transmisión de G4 de este torneo. En Sasuke 14, se convirtió en la primera mujer en superar la caída de salto y el Muro torcido en la competencia, pero en última instancia tiempo de espera en la pared combada.
Rie Komiya ha competido varias veces. Ella es una Kunoichi (Mujeres de Guerrero Ninja) campeona de la versión 8° y es la "Makoto Nagano" del Sasuke. Ella compitió por primera vez en 22 Sasuke, donde fue descalificado en el salto de la araña para caer sobre la alfombra de seguridad a continuación de la cama elástica. Ella obtuvo su revancha en Sasuke 23, pero se quedó en el Ataque Halfpipe. En Sasuke 24, que sorprendió a muchos al no registro de la empuñadura. Ella no compitió en Sasuke 25, pero compitió en Sasuke 26, y no balanceó el Escargot rodante y compitió de nuevo en Sasuke 27, en la que falló la revista del Escargot Rodante de nuevo.
Satomi Kadoi, el otro Kunoichi campeona descalificada en la versión 8° de Women of Ninja Warrior, compitió en Sasuke 27 y falló el ataque Halfpipe.

### Reino Unido
Los episodios editado por American Ninja Warrior se transmiten en el Reino Unido el Desafío. El espectáculo ha sido reeditado para eliminar los subtítulos. El "asesino de Ninja" y "secciones Guerrero Wipeout" se mantienen, pero solo hay un anuncio romper la mitad del espectáculo.
El espectáculo fue expresada en off por Stuart Hall por sus tres primeras series, se emitió entre 2007 y 2008. En la cuarta serie del Reino Unido, se emitió en el año 2011, los subtítulos se retuvieron para entrevistas concursante y Jim North asumió el cargo de la voz en off. A partir de julio de 2012, todos los torneos de hasta 27 Sasuke se han transmitido en el Reino Unido. El desafío ha eliminado ahora el comentario de Hall desde las primeras tres series, a raíz de su detención en junio de 2013, y les re-bautizado con el nuevo comentario de Norte.

#### Ninja Warrior UK (Guerrero Ninja Reino Unido)
Se anunció el 22 de diciembre de 2014 que una nueva versión del Reino Unido del formato, similar a la de la versión americana, que se emitirá el ITV en 2015. La primera serie comenzó el 11 de abril de 2015. Es producido por la compañía subsidiaria de ITV Studios, la patata [6] y conducido por Ben Shephard, Rochelle Humes y Chris Kamara.

### Ninja Warrior España
Este famoso programa llegó a las televisiones españolas en la primavera de 2017, manteniendo el formato habitual del resto de países, emitiéndose en el canal Antena 3. Es presentado por Arturo Valls, Manolo Lama y Pilar Rubio, esta última luego siendo sustituida por Patricia Montero.